# Richard Marquand
Pour les articles homonymes, voir Marquand.
Richard Marquand, né le 22 septembre 1937 et mort le 4 septembre 1987, est un cinéaste britannique. Il est surtout connu pour avoir réalisé, en 1983, Le Retour du Jedi, film faisant partie de la saga Star Wars, univers créé par George Lucas.

## Biographie

### Débuts
Richard Marquand est né le 22 septembre 1937 à Llanishen, un quartier de Cardiff, au pays de Galles. Son père, Hilary Marquand, originaire de Guernesey, était un homme politique membre du Parti travailliste et sa mère, Rachel Eluned Rees, était institutrice. Il a pour sœur Diana Marquand, militante pour l'environnement et travailleuse sociale, et pour frère David Marquand (1934-2024), écrivain politique ainsi que député travailliste.
Il fait ses études à l'Emanuel School de Battersea, en banlieue de Londres, puis à l'Université d'Aix-Marseille, en France. Il les conclue au King's College à Cambridge, au nord de Londres, où le romancier britannique E.M. Foster a été l'un de ses tuteurs et où il étudie les lettres modernes. Il apprend le mandarin pendant son service national et il est affecté à Hong Kong.
À la fin des années 1960, Richard Marquand commence une carrière de scénariste et réalise des documentaires pour la BBC. En 1970, il fait ses débuts en tant que producteur de téléfilms comme Edward II. Puis il réalise Psychose phase 3, son premier film pour le cinéma sorti en 1978.   
À la suite de son film de 1981, L'Arme à l'œil, il est repéré par George Lucas qui l'embauche pour réaliser, en 1983, Le Retour du Jedi, 3e opus de la première trilogie Star Wars.
Pour son film French Lover (Until September), romance réalisée en 1984, il choisit Thierry Lhermitte comme premier rôle. Puis, en 1985, il réalise le thriller À double tranchant, mettant en scène Jeff Bridges et Glenn Close.

### Mort
Le 4 septembre 1987, à l'âge 49 ans, Richard Marquand meurt d'un accident vasculaire cérébral à Tunbridge Wells, en Angleterre. Son dernier film, Hearts of Fire, mettant en vedette le légendaire musicien folk Bob Dylan, sort la même année à titre posthume. En 1993 sort le film Cavale sans issue de Robert Harmon, pour lequel il avait participé à l'écriture.

## Vie privée
Avec sa première épouse, Josephe Elwyn Jones, il a eu un fils, James Marquand, qui est également devenu producteur et réalisateur.

## Filmographie
| Année | Titre                                     | Format        | Métier                  | Notes                                            |
| ----- | ----------------------------------------- | ------------- | ----------------------- | ------------------------------------------------ |
| 1964  | The Colony                                | Télévision    | Assistant de production |                                                  |
| 1970  | Edward II                                 | Télévision    | Réalisateur             |                                                  |
| 1971  | The Search for the Nile                   | Télévision    | Réalisateur             |                                                  |
| 1975  | The Puritan Experience: Forsaking England | Moyen métrage | Réalisateur Producteur  |                                                  |
| 1976  | NBC Special Treat                         | Télévision    | Réalisateur Scénariste  |                                                  |
| 1978  | Psychose phase 3                          | Cinéma        | Réalisateur             |                                                  |
| 1979  | Birth of the Beatles (en)                 | Cinéma        | Réalisateur             |                                                  |
| 1981  | L'Arme à l'œil (Eye of the Needle)        | Cinéma        | Réalisateur             |                                                  |
| 1983  | Star Wars, épisode VI : Le Retour du Jedi | Cinéma        | Réalisateur Acteur      |                                                  |
| 1984  | French Lover                              | Cinéma        | Réalisateur             |                                                  |
| 1985  | À double tranchant                        | Cinéma        | Réalisateur             |                                                  |
| 1987  | Hearts of Fire (en)                       | Cinéma        | Réalisateur Producteur  | Sortie posthume                                  |
| 1993  | Cavale sans issue (Nowhere to Run)        | Cinéma        | Scénariste              | Sortie posthume, uniquement auteur de l'histoire |